# داني يانسن
داني يانسن (بالإنجليزية: Danny Jansen)‏ هو لاعب محترف لكرة القاعدة ‏ أمريكي، ولد في 15 أبريل 1995 في إلمهورست في الولايات المتحدة.

## وصلات خارجية
- داني يانسن على موقع دوري كرة القاعدة الرئيسي (الإنجليزية)
- داني يانسن على موقعبيزبول رفرنس.كوم (الدوري الرئيسي) (الإنجليزية)
- داني يانسن على موقعبيزبول رفرنس.كوم (الدوري الثانوي) (الإنجليزية)
- داني يانسن على موقع إي إس بي إن.كوم (أم.أل.بي) (الإنجليزية)
- داني يانسن على موقع مشجعي الرسوم البيانية (الإنجليزية)